# Podmaniewo
Podmaniewo (ukr. Підманове, Pidmanowe) – wieś na Ukrainie, w obwodzie wołyńskim, w rejonie kowelskim, nad jeziorem Świtaź.
Do 2020 w rejonie szackim.